# Itala (azienda)

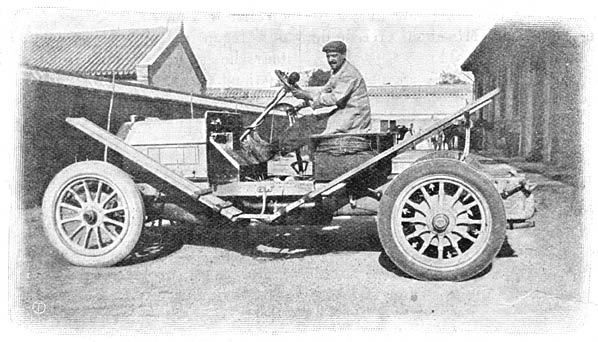
L'Itala usata nel 1907 nel raid Pechino-Parigi

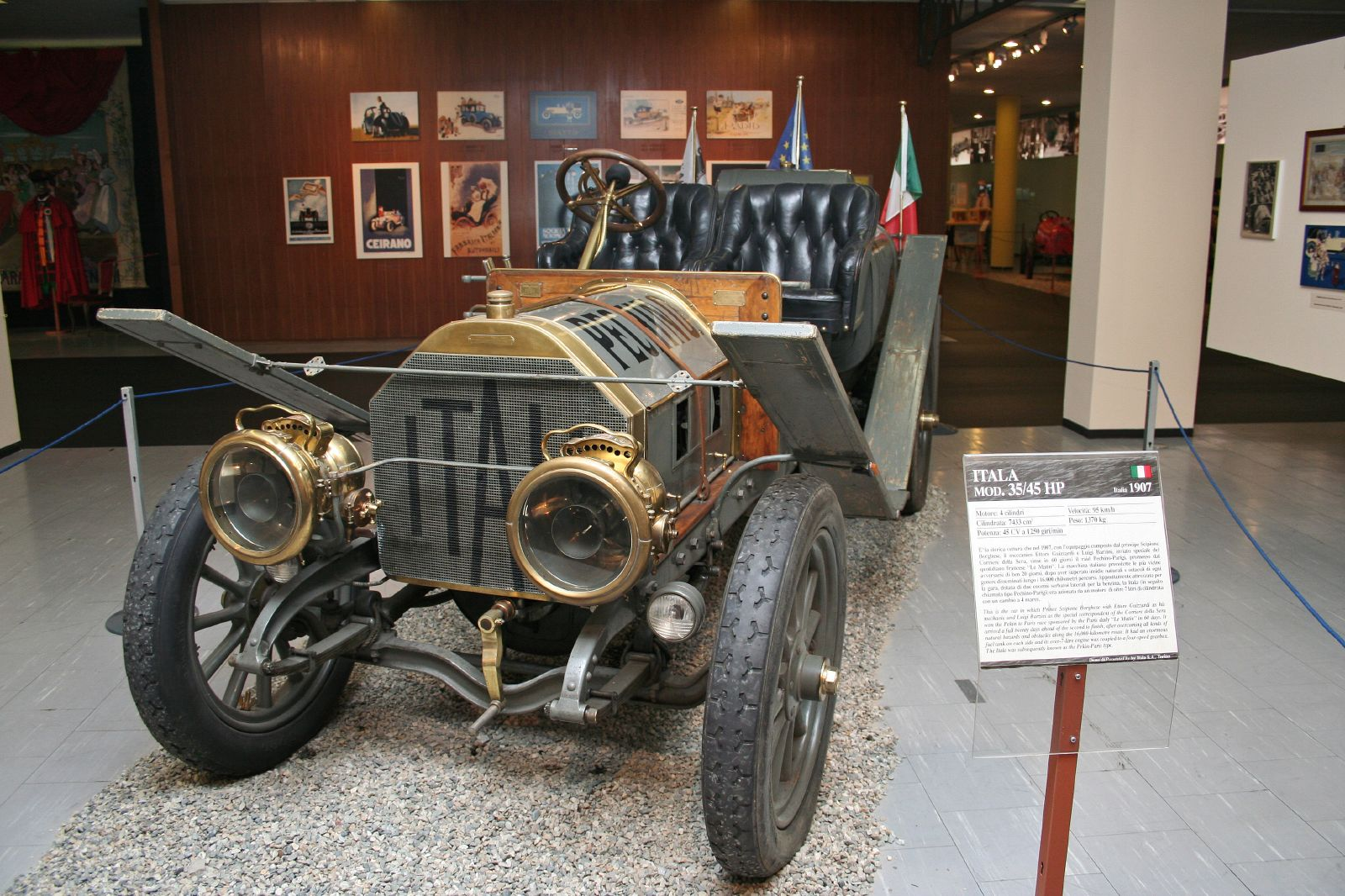
Itala 35 45 HP del raid Pechino-Parigi esposta nel Museo dell'Automobile di Torino

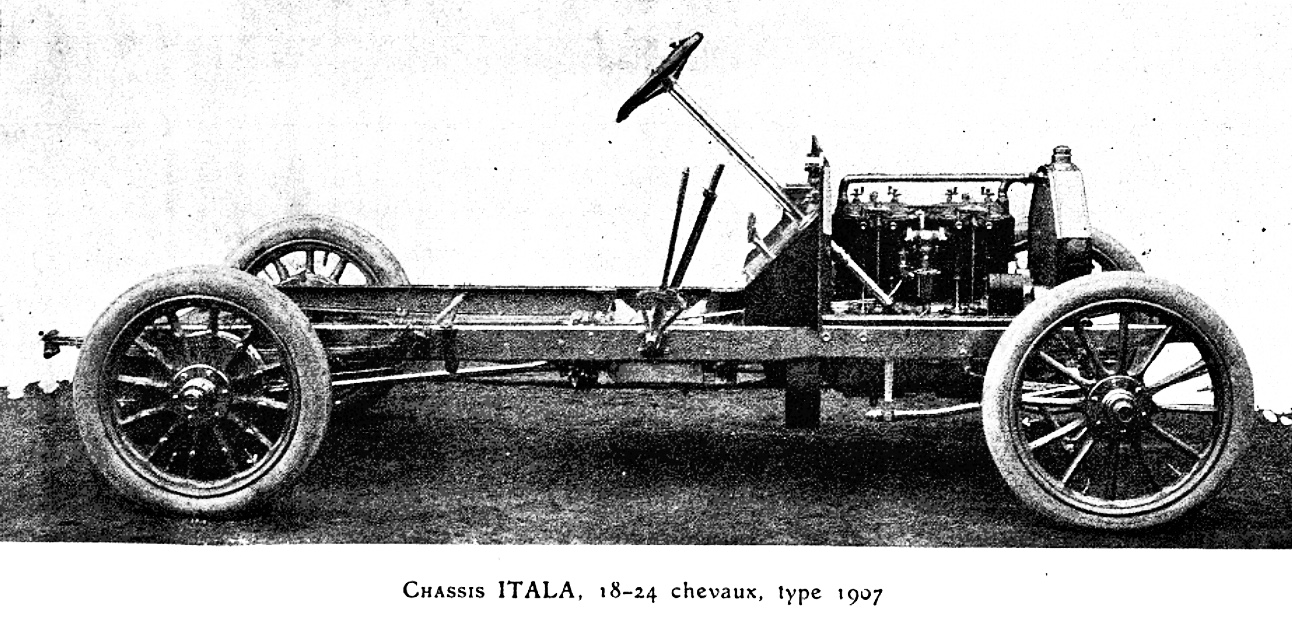
Itala 18/24 (1907)

La Itala è stata una casa automobilistica torinese, attiva dal 1903 al 1934.
A lungo è stata la seconda fabbrica italiana per volume produttivo, le cui vetture sono state esportate in tutto il mondo, avendo nella clientela i nomi di capi di Stato e di importanti personalità dell'epoca.

## Storia
L'azienda venne fondata sul finire nel 1903 a Torino, con sede in una piccola officina di via degli Artisti, per iniziativa di Matteo Ceirano, sotto la ragione sociale Ceirano Matteo & C. Vetture Marca Itala. La società in accomandita era partecipata da Gaetano Grosso Campana, Angelo Moriondo, Leone Fubini, Guido Bigio e Giovanni Carenzi. Già nelle prime settimane l'azienda si trasferì in un fabbricato di via Petrarca, sulla riva sinistra del Po, assai vicino al quasi coevo stabilimento FIAT di corso Dante.
Dato il grande prestigio dei fondatori - confortato dagli immediati successi dei primi modelli "16 HP" e "24 HP", con il quale lo stesso Ceirano vinse la gara in salita "Susa-Moncenisio" del 1904 nella categoria "vetture leggiere" - la Marca Itala ebbe subito buona fama, attirando nuovi investimenti che portarono al consistente aumento del capitale sociale di L.1.750.000, per la più parte versato da un gruppo di finanziatori genovesi facenti capo al Banco di Liguria.
Il nuovo assetto azionario portò l'azienda sotto il controllo della cordata genovese, guidata dal banchiere Giovanni Battista Figari, proprietario dell'Eridania Zuccheri, e dell'armatore Luigi Parodi. Nel novembre 1904 il nuovo consiglio direttivo, autoritariamente gestito da Figari, soprannominato "u padreternu", decise di cambiare la denominazione aziendale in Itala Fabbrica Automobili e di nominare direttore generale il pilota e progettista busallese Bigio. Altra decisione importante fu quella di realizzare una nuova e moderna sede produttiva. La fabbrica primigenia di via Petrarca era un opificio di modeste dimensioni, poco adatto alla produzione industriale che i nuovi proprietari intendevano intraprendere. Grazie alla grande disponibilità economica conferita all'azienda dall'ingente aumento di capitale, si decise di costruire un nuovo e moderno stabilimento a Orbassano. In effetti, l'andamento industriale lasciava ben sperare in lucrosi affari, dato che la produzione italiana di autovetture era fortemente aumentata, passando dalle 1.308 unità del 1903 alle 3.080 unità del 1904. Gran parte dei veicoli venivano esportati, giacché le autovetture circolanti in Italia nel 1904 erano solamente 2.072.

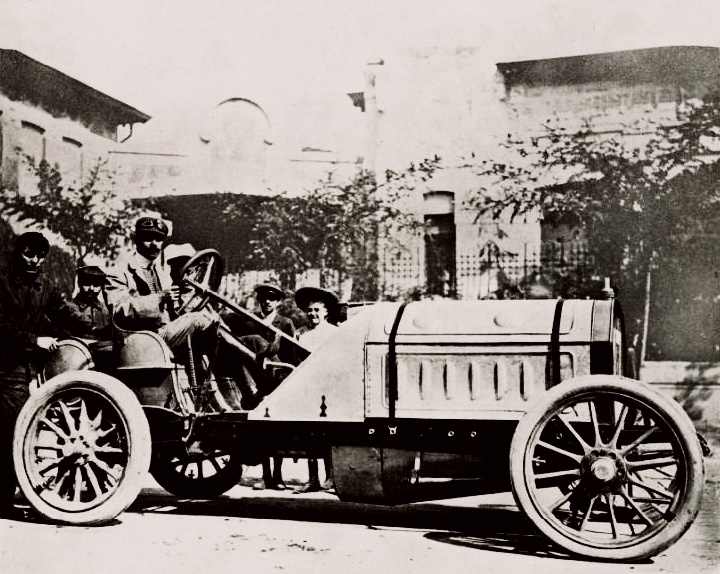
Raggio su Itala 100 HP vincitore della Coppa Florio a Brescia nel 1905

La progettazione venne affidata al giovane ingegnere Alberto Balloco, assunto da Matteo Ceirano già alla Fratelli Ceirano, che si dimostrò degno del compito assegnatogli. Sviluppando i primi modelli "16 HP" e "24 HP", ideati sotto la guida di Ceirano, durante i mesi occorrenti alla realizzazione della nuova fabbrica, Balloco progettò e realizzò i modelli commerciali "18 HP" e "50 HP", oltre al modello da competizione "100 HP", dotata di propulsore quadricilindrico a corsa corta di 14.759 cm³, con valvole di aspirazione in testa e di scarico laterali, che sviluppava una potenza di 110 CV.
Con tre vetture "100 HP", guidate da Fabry, Ceirano e Raggio la Itala si schierò alla partenza della Settimana Automobilistica di Brescia del settembre 1905, ottenendo risultati strabilianti. La neonata Itala conquistò, infatti, la Coppa Salemi con Fabry, la Coppa d'Italia con Ceirano e la prestigiosa Coppa Florio con Raggio, battendo il nutrito schieramento di macchine e piloti nazionali e stranieri, compreso lo squadrone delle FIAT 120 HP, pilotate da Lancia, Cagno e Nazzaro che in quell'anno aveva mietute numerose vittorie in Italia e all'estero.
Nonostante il buon avvio commerciale e gli allori ottenuti, con il passare dei mesi Matteo Ceirano assumeva un atteggiamento sempre più distaccato. La perdita del controllo aziendale e il piglio autoritario di "u padreternu"  furono probabilmente i motivi che spinsero Ceirano a ritirarsi dalla società alla fine del 1905 per dare vita, poco dopo, alla SPA.

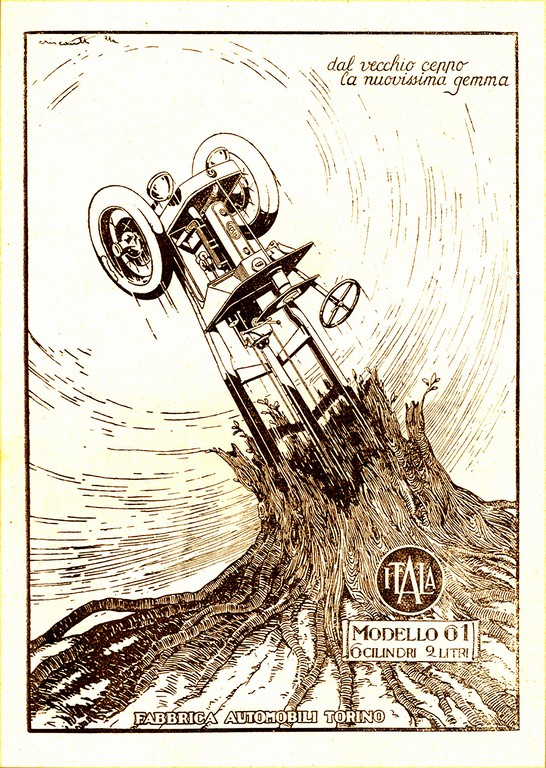
Pubblicità dell'automobile Itala Modello 61, 1925

Debuttò nel 1906 alla Targa Florio, aggiudicandosi la vittoria. In relazione alla qualità della sua produzione, a buon diritto, è tuttora ritenuta nel campo del collezionismo internazionale una marca con forte connotazione sportiva.
Nel 1907 il principe Scipione Borghese con il pilota/meccanico Ettore Guizzardi e il passeggero giornalista Luigi Barzini senior, inviato speciale del "Corriere Della Sera", prese parte con il modello 35/45 HP al Raid internazionale Pechino-Parigi e lo vinse con grande vantaggio su tutti gli altri concorrenti. Dell'avventura Luigi Barzini scrisse il diario nel libro "La metà del mondo vista da un'automobile", che venne tradotto in più lingue e diffuse la fama del marchio in tutto il mondo.
Dopo il raid, l'Itala 35/45 HP venne conservata presso i depositi dell'azienda e donata nel dicembre del 1933 a Carlo Biscaretti di Ruffia, come uno dei primi esemplari della collezione da lui costituita per il Museo Nazionale dell'Automobile di Torino. La vettura venne restaurata per la rievocazione del raid del 1989 e in seguito messa nuovamente in moto per la celebrazione dei cent'anni dalla storica impresa nel 2007, con la spedizione italiana Overland. Questa leggendaria Itala continua ancora oggi a essere ammirata dai numerosi visitatori del MAUTO - Museo Nazionale dell'Automobile di Torino.
Nel 1908 la contessa Lucy Christalnigg, pilota di automobili, vinse il Wanderpreis della Carinzia al volante di una Itala. La contessa poi fu la prima vittima sul fronte dell'Isonzo, uccisa per errore mentre era al volante - probabilmente della stessa macchina.
Durante la prima guerra mondiale, dal 1917, la fabbrica dedicò l'intera attività alla produzione di motori su licenza Hispano-Suiza per l'aeronautica. Lo stato prefallimentare iniziò con una fornitura di 3.000 autocarri che l'esercito drasticamente ridusse a poche centinaia poiché la guerra stava per finire: inoltre il Governo italiano pagò il dovuto all'azienda solo con molte rate quindi in un lungo periodo. La crisi continuò con la gestione parastatale a partire dal 1925 poiché il Governo italiano fu incapace di ratificare un importante accordo con la Polonia che necessitava di una notevole fornitura di vetture e veicoli industriali: quell'accordo certo avrebbe consentito all'Itala un cospicuo rifinanziamento.
L'impresa proseguì nello sviluppo automobilistico fino all'anno 1929, quando, per motivi finanziari, si fuse con le Officine Metallurgiche e Meccaniche di Tortona, assumendo la nuova ragione sociale Itala S.A.. La società venne messa in liquidazione nel 1931 e infine chiuse nel 1934 sotto il nuovo nome di Itala SACA, organizzata per completare e vendere le rimanenze di produzione.